# Instytut Jedwabiu Naturalnego
Instytut Jedwabiu Naturalnego – jednostka organizacyjna Ministerstwa Przemysłu Lekkiego, istniejąca w latach 1951–1961, powołana z zadaniem prowadzenie prac naukowo-badawczych i doświadczalno-produkcyjnych w dziedzinie technicznej, organizacyjnej i ekonomicznej, mających na celu rozwój oraz postęp techniczny i gospodarczy w dziedzinie przemysłów opartych na surowcach morwy, jedwabnika morwowego i jedwabiu naturalnego.

## Powołanie Instytutu
Na podstawie zarządzenie Ministra Przemysłu Lekkiego z 1951 r. w sprawie utworzenia Instytutowi Jedwabiu Naturalnego ustanowiono Instytut. Powołanie Instytutu pozostaje w związku ustawą z 1951 r. o tworzeniu instytutów naukowo-badawczych dla potrzeb gospodarki narodowej.
Zwierzchni nadzór nad instytutem sprawował Minister Przemysłu Lekkiego.

## Zadania Instytutu
Zadaniem instytutu było prowadzenie prac naukowo-badawczych i doświadczeń na postępem technicznym oraz gospodarczym w dziedzinie:
- uprawy morwy dla potrzeb hodowli jedwabnika oraz w celu wszechstronnego jej wykorzystania,
- aklimatyzacja gatunków morwy, sprzyjających racjonalnej hodowli jedwabnika,
- szkółkarstwa morwowego, przemysłowej produkcji nasion oraz przemysłowych plantacji morwy,
- zwalczania chorób i szkodników morwy,
- hodowli jedwabników i aklimatyzacji właściwych gatunków jedwabnika,
- racjonalnej hodowli jedwabnika na skale przemysłową,
- właściwych metod przemysłowej produkcji oraz dystrybucji greny,
- zwalczanie chorób i szkodników jedwabnika,
- techniki i technologii produkcyjnej artykułów z jedwabiu naturalnego i metod zamarzania oprzędów,
- rozmontowywania oprzędów i produkcji przędzy, tkanin, farbiarstwa i wykończalnictwa,
- wykorzystywanie odpadów i produktów ubocznych,
- przemysłowa produkcja nasion i sadzonek morwy oraz greny na zaspokojenie potrzeb ogólnokrajowych z uwzględnieniem planowanego rozwoju jedwabnictwa naturalnego do czasu przekazania jej właściwym zakładom przemysłowym.

## Kierowanie Instytutem
Na czele Instytutu stał dyrektor, który kierował samodzielnie działalnością Instytutu i był z nią odpowiedzialny.

## Rada Naukowa
Przy Instytucie działała Rada Naukowa. Rada Naukowa składała się z przewodniczącego, jego zastępcy i ośmiu członków, powoływanych przez ministra na okres 3 lat.
Do zadań Rady Naukowej należało:
- inicjowanie prac naukowo-badawczych,
- opiniowanie planów naukowo-badawczych i preliminarzy budżetowych Instytutu,
- wypowiadania się w sprawie organizacji Instytutu,
- rozpatrywanie innych spraw na zlecenie ministra lub na wniosek przewodniczącego Rady.

## Zniesienie Instytutu
Na podstawie zarządzenie Przewodniczącego Komitetu Pracy i Płac z 1961 r. w sprawie ustalenia wykazu instytutów naukowo-badawczych uważanych za instytuty techniczne zlikwidowano Instytut.